# Альберто Спенсер
Альберто Педро Спенсер Еррера (ісп. Alberto Pedro Spencer Herrera; 6 грудня 1937, Анкон, Еквадор — 3 листопада 2006, Клівленд) — еквадорський та уругвайський футболіст, нападник. Вважається найкращим еквадорським футболістом ХХ століття. Найбільш відомий за виступами в уругвайському клубі «Пеньяроль», у складі якого сім разів ставав чемпіоном Уругваю, тричі ставав переможцем Кубка Лібертадорес, двічі ставав переможцем Міжконтинентального кубку. У складі «Пеньяроля» відзначився 48 забитими м'ячами в Кубку Лібертадорес, усього на цьому турнірі він забив 54 м'ячі, тривалий час утримуюючи звання найкращого бомбардира кубка за всю його історію.

## Клубна кар'єра
Альберто Спенсер в сім'ї еквадорки та уродженця Ямайки. Виступи на футбольних полях розпочав у 1953 році в молодіжній команді гуаякільського клубу «Еверест», за два роки розпочав виступи в основному складі команди. Під час товариського матчу еквадорської «Барселони» з уругвайським клубом «Пеньяроль» у липні 1959 року, на яку керівництво «Барселони» орендувало Спенсера, керівництво клубу з Монтевідео відзначило гру невідомого до цього еквадорського нападника, та вирішило придбати його. З 1959 року протягом 12 років Альберто Спенсер виступав у складі одного з найсильніших уругвайських клубів. У складі «Пеньяроля» Спенсер 7 разів ставав чемпіоном Уругваю, чотири рази ставав кращим бомбардиром уругвайської першості. Також у складі уругвайського клубу еквадорський нападник тричі ставав переможцем Кубка Лібертадорес, двічі ставав переможцем Міжконтинентального кубку. У Кубку Лібертадорес у складі «Пеньяроля» Спенсер відзначився 48 забитими м'ячами, двічі ставав кращим бомбардиром турніру, а всього в цьому південноамериканському клубному турнірі він відзначився 54 забитими м'ячами, та на жовтень 2020 року залишається найкращим бомбардиром Кубка Лібертадорес за всю його історію. Після матчу на Міжконтинентальний кубок еквадорського нападника хотів придбати міланський «Інтернаціонале», проте керівництво «Пеньяроля» відмовилось продавати Спенсера. У 1971 році Альберто Спенсер повернувся на батьківщину, де став гравцем місцевої команди «Барселона» з Гуаякіля. У складі «Барселони» грав до 1972 року, після чого завершив виступи на футбольних полях.

## Виступи за збірні
У 1959 році Альберто Спенсер дебютував у складі збірної Еквадору. У цьому році він грав у складі збірної на домашньому чемпіонаті Південної Америки, на якому збірна зайняла 4-те місце серед 5 учасників. Після переходу до «Пеньяроля» Спенсер отримав запрошення до збірної Уругваю, у складі якої грав до 1964 року. Альберто Спенсер став першим як уругвайським, так і еквадорським футболістом, який забивав у ворота збірної Англії на стадіоні «Вемблі». Проте у зв'язку із встановленням більш жорстких правил щодо запрошення футболісті до збірної Спенсер більше не міг виступати у збірній Уругваю, та повернувся до виступів у збірній Еквадору, в якій грав до 1972 року. У зв'язку з низьким рівнем розвитку тогочасного еквадорського футболу Альберто Спенсер так і не зумів зіграти на чемпіонаті світу. Усього в складі еквадорської збірної футболіст провів 11 матчів, у яких відзначився 4 забитими м'ячами, а в складі уругвайської збірної зіграв 5 матчів, та забив 1 м'яч.

## Після закінчення виступів
Після завершення виступів на футбольних полях Альберто Спенсер розпочав тренерську кар'єру. У 1973—1974 роках він тренував еквадорський клуб «Універсідад Католіка». У 1975—1976 роках він керував діями іншого еквадорського клубу «Емелек». У 1977 році Спенсер був головним тренером уругвайського клубу «Уракан Бусео». у 1979 році колишній еквадорський нападник тренував на батьківщині клуб «ЛДУ Портовьєхо», а в 1981 році клуб «Текніо Університаріо». У другій половині 1981 року Альберто Спенсер був головним тренером національної збірної Еквадору. У першій половині 1982 року Спенсер працював головним тренером клубу «Ліверпуль» з Монтевідео, а в другій половині року очолював парагвайський клуб «Гуарані» з Асунсьйона. У кінці 1982 року Альберто Спенсер повернувся на постійне проживання до Уругваю, одночасно ставши консулом Еквадору в Уругваї.
Велике незадоволення в спільноті футбольних уболівальників викликала відсутність Спенсера у списку ФІФА 100, складеному Пеле до сторіччя організації, бразильську футбольну зірку звинувачували в надмірному перевантаженні списку діючими футболістами з комерційною метою.
Помер Альберто Спенсер 3 листопада у Клівленді від серцевого нападу, куди він прибув для медичного обстеження. Похований у Монтевідео.

## Особисте життя
Брати Альберто Спенсера Маркос і Хорхе також були футболістами.

## Титули і досягнення
- Володар Міжконтинентального кубка: 1966